# 小行星9868
小行星9868（英語：9868）是一颗围绕太阳公转的小行星。1991年11月4日，上田清二、金田宏在钏路市发现了此天体。
这颗小行星的绝对星等为317.2092865551481等。